# Rhabdolaimus nannus
Rhabdolaimus nannus är en rundmaskart som beskrevs av Hoeppli 19260. Rhabdolaimus nannus ingår i släktet Rhabdolaimus och familjen Rhabdolaimidae. Inga underarter finns listade i Catalogue of Life.